# Procambarus cubensis
Procambarus cubensis är en kräftdjursart som först beskrevs av Wilhelm Ferdinand Erichson 1846.  Procambarus cubensis ingår i släktet Procambarus och familjen Cambaridae. IUCN kategoriserar arten globalt som otillräckligt studerad.

## Underarter
Arten delas in i följande underarter:
- P. c. cubensis
- P. c. rivalis